# Fémáru 29M/37M/P37(ü)
Les FÉG 1929M (Minta signifie modèle en hongrois) et 1937M sont des pistolets semi-automatiques fabriqués pour l'armée hongroise. Le 37M est une version simplifiée du 29M. Ils furent inventés par Rudolf Frommer, alors PDG de l'entreprise hongroise. Ils tirent en simple action du 9 mm Court et disposent d'une sécurité de poignée. Le P 37 (U) est une version modifiée pour la Luftwaffe (contrat de 1941) et pour la Wehrmacht en général (contrat de 1943) du 37M en calibre 7,65 Browning dotée d'un levier de sécurité sur la carcasse.

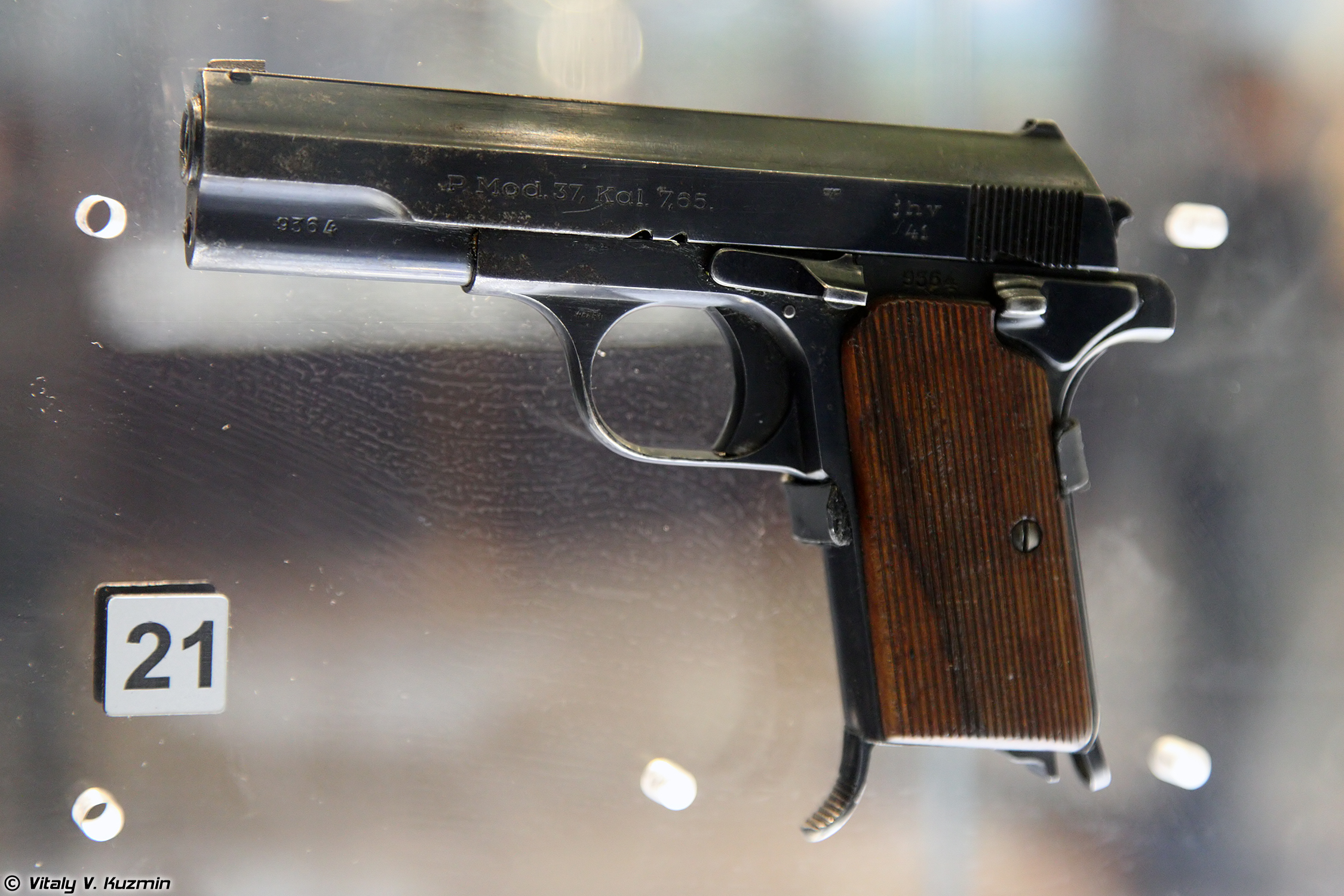
FEG 37M.

## Données numériques

### 29M
- Munition : 9 mm court
- Longueur : 17 cm
- Canon : 10 cm
- Masse à vide : 790 g
- Chargeur : 7 coups

### 37M
- Munition : 9 mm court (armée)/7,65 Browning (commerce)
- Longueur : 17 cm
- Canon : 10 cm
- Masse à vide : 810 g
- Chargeur : 7 coups

### P37 (ü)
Idem que 37M, mais uniquement en 7,65 Browning